# Aeonium haworthii
Espèce
Classification phylogénétique
Aeonium haworthii, l'aéonium de Haworth, est une plante succulente de la famille des Crassulaceae, originaire des îles Canaries.

## Étymologie et nomenclature
Le nom de genre aeonium a été créé par les botanistes Barker Webb et Berthelot à partir d'un phytonyme grec aizōon αειζωον désignant la Joubarbe arborescente (Sempervivum arboreum) chez Dioscoride (MM. 4, 88) ou Pline (HN. 25, 160 ; 26, 137 etc.) ou la Joubarbe des toits (Sempervivum tectorum) chez Dioscoride (4, 89) ou Pline (18, 159 ; 25, 160 etc.). Ce terme grec dérive lui-même d'un terme signifiant « vivace, toujours en vie » qui qualifiait ce genre de plante.
L'épithète spécifique haworthia renvoie au botaniste britannique Haworth qui fut un grand collectionneur de plantes succulentes.
Aeonium haworthii a été décrite par les botanistes anglais Webb et français Berthelelot, qui ensemble ont exploré et décrit la flore des Canaries dans Histoire naturelle des Iles Canaries tome 3, (1841).

## Description
Aeonium haworthii est un arbrisseau branchu de 70 cm de haut.
Les feuilles sont disposées en rosette concave à l'extrémité des rameaux. Chaque rosette comporte de 15 à 25 feuilles et forme une soucoupe de 10 cm de diamètre. La feuille est d'un vert grisâtre, souvent avec un liseré rouge sur la marge, épaisse, de forme obovale, de 3 à 6 cm de long, avec la marge ciliée, mais la surface du limbe glabre.
Les inflorescences terminales sont des cymes lâches, à sommet plat, de 5 à 15 cm de haut. La fleur de 1 cm de diamètre, comporte un calice glabre, une corolle de 7 à 9 pétales d'un blanc crémeux lavé de lignes rougeâtres, le double d'étamines.
En France métropolitaine, il fleurit en juillet.
|                   |                                  |                                  |
| Aeonium haworthii | Rosettes de feuilles vert bleuté | Fleur à 8 pétales et 16 étamines |

Synonyme :
(≡) Sempervivum haworthii (Salm-Dyck ex Webb & Berthel.) Christ

## Distribution
Aeonium haworthii est originaire des Canaries.
Il croît sur les falaises orientées vers le nord.
Il a été introduit en Californie où il s'est localement naturalisé.

## Culture
Aeonium haworthii est sensible aux gelées (à partir de −2 °C).
Il peut être cultivé dans les jardins de rocailles, dans les régions chaudes où il ne gèle pas, sinon il faut le rentrer l'hiver dans des serres ou appartements lumineux.